# قزل‌بلاغ (چالدران)
قزل‌بلاغ (چالدران)، روستایی از توابع بخش دشتک شهرستان ماکو در استان آذربایجان غربی ایران است.

## جمعیت
این روستا در دهستان آواجیق شمالی قرار دارد و براساس سرشماری مرکز آمار ایران در سال ۱۳۹۵، جمعیت آن ۳۶۰ نفر (۸۷خانوار) بوده‌است.